# بل (ماین-کبلنتس)
بل (به آلمانی: Bell) یک شهر در آلمان است که در ماین-کبلنتس واقع شده‌است. بل ۱٬۴۷۹ نفر جمعیت دارد.